# 中国泛藍連盟
中国泛藍連盟（ちゅうごくはんらんれんめい、中国語: 中國泛藍聯盟）は中華人民共和国において2004年8月に設立された政治団体。
中国政府からは違法な政治団体であると見なされている。中国共産党の衛星政党である中国国民党革命委員会との混同を避けるために「泛藍」と名付けられた。20歳から30歳までの若者を中心とした5000人以上が所属しているとされる。
三民主義を広く宣伝し、台湾式の普通選挙を広め、中国国民党による中国の統一を促進することを団体目標としている。